# 山田こもも
山田 こもも（やまだ こもも、7月10日 - ）は、日本の漫画家。東京都出身。血液型はA型。
デビュー作は「TAMAちゃん.com」。以後、『Cheese!』や『プチコミック』（小学館）で活躍。女子高生と教師の恋愛など、ハイティーンの恋をテーマにした作品を多く描く。代表作は『おとなの時間』『これからはじまる恋をおしえて』。

## 作品リスト
- 個人授業（2004年、『Cheese!』、小学館、全1巻）
- おとなの時間（2004年 - 2007年、『Cheese!』、全7巻）
- 御主人様と私（2006年、『Cheese!』、全1巻）
- 裸の王子様〜Love Kingdom〜（2007年 - 2008年、『Cheese!』、全3巻）
- 毎日君に恋してる（2008年 - 2009年、『Cheese!』、全2巻）
- 8番目の罪（2009年、『Cheese!』、全1巻）
- 近距離LOVERS（2009年、『Cheese!』、全1巻）
- 眠れる森の獣たち（2010年、『Cheese!』、全1巻）
- 初恋は中毒のようで（2010年、『プチコミック』、小学館、全1巻）
- 近距離HONEY（2011年、『プチコミック』、全1巻）
- 朝までキミと（2012年、『プチコミック』、全1巻）
- 初恋はかなわない（2012年、『プチコミック』、全1巻）
- 恋人になる時間です（2012年 - 2013年、『プチコミック』、全3巻）
- これからはじまる恋をおしえて（2013年 - 2015年、『プチコミック』、全4巻）
- 絶対糖度（2015年 - 2016年、『プチコミック』、全2巻）
- 純愛大吟醸（2016年 - 2017年、『プチコミック』、全2巻)
- 恋人は旦那さま（2017年 - 2020年[1]、『プチコミック』、全7巻）
  - 恋人は旦那さま ―Dear you これからも―（2022年[2] - 、『妻プチ』2021年12月号 - 、既刊4巻） - 『恋人は旦那さま』の続編[2]
- 君がブルーバード（2020年 - 2021年[3]、『プチコミック』、全3巻）
- 王子の黒狐（『ベツフラ』2021年7号[4]、2021年9号[5]）
- 火の神さまの掃除人ですが、いつの間にか花嫁として溺愛されています（2023年[6] - 連載中、『やわらかスピリッツ』、原作：浅木伊都、キャラクター原案：SNC、既刊6巻）